# Dominik Bergdorf
Dominik Bergdorf (* 3. Februar 1993 in Stühlingen) ist ein ehemaliger deutscher Fußballspieler. 

## Laufbahn
Bergdorf kam über die Stationen SC Lauchringen und Grasshoppers Zürich 2009 zur Jugend des SC Freiburg und spielte dort in der B- bzw. A-Junioren-Bundesliga. 2011 und 2012 gewann er mit seinem Team jeweils den DFB-Junioren-Vereinspokal. Von 2009 bis 2012 besuchte er die Max Weber-Schule in Freiburg. 2012 wurde er in die zweite Mannschaft hochgezogen, die in der viertklassigen Regionalliga spielte. In zwei Jahren machte er 23 Spiele für den SCF II. Im Sommer 2014 wurde er vom Drittligisten SSV Jahn Regensburg verpflichtet.
Beim Auswärtsspiel bei Borussia Dortmund II (4. Spieltag der Saison 2014/15 am 9. September 2014) stand Bergdorf anstelle von Stephan Loboué zwischen den Pfosten und kam so zu seinem Profidebüt. Regensburg verlor die Partie mit 5:1.
Nach dem Abstieg mit den Regensburgern, wechselte Bergdorf zur Saison 2015/16 in die Regionalliga West zu Sportfreunde Lotte. Mit den Sportfreunden gelang ihm der Aufstieg in die 3. Liga. Während der Saison kam der Ersatztorwart jedoch nur in einem Punktspiel (0:0 gegen Rot-Weiss Essen) zum Einsatz.
Am 12. Juni 2016 wurde bekannt, dass Bergdorf einen Einjahresvertrag beim Oberligisten Offenburger FV unterschrieben hat. Zur Saison 2017/18 wechselte Bergdorf in die Verbandsliga Südbaden zum FC Denzlingen.
Seit Sommer 2022 ist Bergdorf Torwarttrainer der Frauenmannschaft des SC Freiburg.

## Erfolge
- Aufstieg in die 3. Liga 2016